# Auguste Daum
Pour les articles homonymes, voir Daum.
Auguste Daum, né le 27 octobre 1853 à Bitche et mort le 1er avril 1909 à Nancy, est l'un des dirigeants de la verrerie Daum, et l'un des membres fondateurs de l'École de Nancy et de L'Est républicain.

## Biographie
Né en 1853 à Bitche, fils de Jean Daum, Auguste Daum rejoint comme volontaire le régiment d'infanterie de Bar-le-Duc, devenant sous-lieutenant de réserve en 1879 et capitaine de réserve en 1888, pour finalement abandonner la réserve l'année suivante, décidant de se consacrer à ses cinq enfants, Louise, Jean, Léon, Paul et Henri Daum.
Il rejoint en 1879 la verrerie Daum alors qu'il poursuit une carrière de clerc de notaire. L'entreprise est alors en proie à de graves difficultés financières, qu'elle réussit à surmonter grâce à ses efforts, notamment une reprise des dettes de l'entreprise à son nom personnel, jusqu'à devenir pleinement rentable en 1897. En 1883, il épouse Jeanne Constantin fille de Nicolas-Sigisbert Constantin, fondateur de l'usine à gaz de Nancy et riche industriel de Nancy.
Il rejoint la Société industrielle de l'Est en 1884, la Société d'horticulture de Nancy en 1886 et la chambre de commerce et d'industrie de Meurthe-et-Moselle en 1901, dont il reviendra vice-président. Il préside le Tribunal de commerce de Nancy et président de la Société des amis de l'université de Nancy en 1908.
Auguste Daum était un ami très proche du scientifique Georges Le Monnier.
Actif politiquement, il rejoint le comité républicain du canton de l'Est de Nancy s'oppose publiquement au boulangisme et est qualifié de « républicain de gauche » par le commissaire central de la chambre de commerce et d'industrie de Meurthe-et-Moselle.
Il meurt de diabète en 1909,. L'aîné de ses fils, Jean, meurt le 2 avril 1916 à Esne-en-Argonne près de Verdun,, et ses fils Paul et Henri, puis son petit-fils Jacques dirigeront la cristallerie. Sa fille Louise épousera le professeur Sencert et son fils Léon sera un grand dirigeant d'industrie et un fondateur de la Communauté européenne du charbon et de l'acier.

## Distinction
- : Chevalier de la Légion d'honneur[2]